# 12 Wojskowy Oddział Gospodarczy
12 Wojskowy Oddział Gospodarczy im. gen. dyw. Karola Otto Kniaziewicza (12 WOG) – jednostka logistyczna Sił Zbrojnych Rzeczypospolitej Polskiej. Realizuje zadania zabezpieczenia finansowego i logistycznego jednostek i instytucji wojskowych na swoim terenie odpowiedzialności.

## Formowanie i zmiany organizacyjne
Na podstawie decyzji Ministra Obrony Narodowej nr Z-105/Org./P1 z 9 grudnia 2010 oraz rozkazu wykonawczego szefa Inspektoratu Wsparcia SZ nr r PF-19/Org. z 9 marca 2011 rozpoczęto formowanie Oddziału. Z dniem 1 stycznia 2012 jednostka rozpoczęła statutową działalność .

21 czerwca 2011 jednostka budżetowa –12 WOG w Toruniu – połączona została z jednostkami budżetowymi : 
- 2 pułkiem komunikacyjnym w Inowrocławiu
- Centrum Szkolenia Artylerii i Uzbrojenia w Toruniu
- 6 Samodzielnym Oddziałem Geograficznym w Toruniu
- 56 pułkiem śmigłowców bojowych w Inowrocławiu.

## Symbole oddziału
Odznaka pamiątkowa
Minister Obrony Narodowej decyzją nr 405/MON z 27 grudnia 2012 wprowadził odznakę pamiątkową Oddziału. Odznakę pamiątkową stanowi pomarańczowy krzyż maltański w czarnym obramowaniem. Na górnym ramieniu krzyża umieszczona jest cyfra „12”, na lewym litera „W”, na prawym litera „G” oraz na dolnym litera „O”. Na środku krzyża umieszczony jest herb powiatu toruńskiego. Pomiędzy ramiona krzyża umieszczone są srebrne miecze skrzyżowane ze stylizowanymi żółtymi kłosami u góry i srebrnym półwieńcem zębatym u dołu .
Oznaki rozpoznawcze
Minister Obrony Narodowej decyzją nr 40/MON z 12 lutego 2013 wprowadził oznaki rozpoznawcze Oddziału .

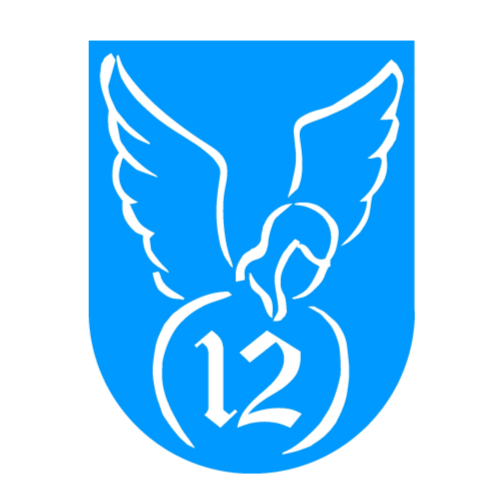
Oznaka rozpoznawcza na mundur wyjściowy
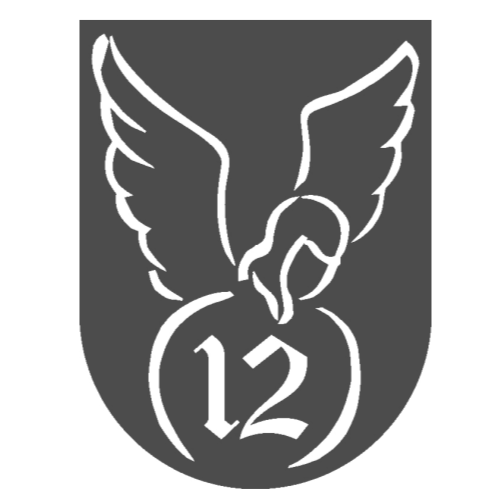
Oznaka rozpoznawcza na mundur polowy

## Żołnierze WOG
| Komendanci WOG              | Komendanci WOG            |
| Stopień, imię i nazwisko    | Okres pełnienia służby    |
| --------------------------- | ------------------------- |
| płk dypl. mgr Eryk Hoffmann | 14 III 2011 – 31 III2015  |
| płk Mirosław Sowiński       | 31 III 2015 – 29 III 2018 |
| płk Janusz Kryszpin         | 21 V 2018 – 26 I 2021     |
| ppłk Robert Borzęcki        | 26 I 2021 – 31 III 2021   |
| płk Grzegorz Gotowicz       | 31 III 2021 – obecnie     |